# Tuomo Könönen
Tuomo Könönen (Trollhättan, 29 dicembre 1977) è un ex calciatore finlandese, di ruolo difensore.

## Carriera

### Club
Könönen iniziò la carriera con il Visan Pallo, per passare poi al RoPS. Giocò successivamente per il MyPa. In seguito, vestì la maglia dei norvegesi dell'Odd Grenland. Debuttò nella Tippeligaen il 9 aprile 2006, schierato titolare nel pareggio a reti inviolate contro il Vålerenga. Il 17 settembre arrivò la prima rete nella massima divisione norvegese, nel pareggio per 1-1 sul campo del Lyn Oslo.
Nel 2009 tornò al patria, ancora al MyPa. Giocò poi nel Palloseura Kemi Kings e, nel 2011, tornò al RoPS.

### Nazionale
Könönen conta 7 partite per la Finlandia.

## Palmarès

### Club

#### Competizioni nazionali
- Coppa di Finlandia: 1

RoPs: 2013